# Germain Droogenbroodt
Germain Droogenbroodt (Rollegem, 11 september 1944) is een Belgisch dichter, vertaler en uitgever.
Hij is bekend als vertaler van de gedichten van Rose Ausländer, Sarah Kirsch, Peter Huchel, enz. In uitgeverij POINT (POesie INTernational) publiceert Droogenbroodt al meer dan 30 jaar talrijke dichtbundels van moderne dichters uit verschillende delen van de wereld.
Hij was secretaris-generaal van het World Literature Congress in Valencia, secretaris-generaal van de World Academy of Arts & Culture (WAAC) en bestuurslid van het World Congress of Poetry, opgericht in 1969 door Amado M. Yuzon, Krishna Srinivas, Lou Lutour en Tinwen Chung. Germain Droogenbroodt heeft een tiental dichtbundels gepubliceerd, de vertaalde bundels van zijn in het buitenland gepubliceerde poëzie niet meegerekend.

## Leven en werk
In het jaarboek De Lage Landen: Kunst en Samenleving in Vlaanderen en Nederland wordt verwezen naar de dichter Germain Droogenbroodt. Als iemand die al decennia niet meer in België woonde en te weinig contacten had, kreeg Droogenbroodt meer aandacht en ook meer erkenning in het buitenland.
De Chinese dichter Bei Dao 北岛 wijdde een heel hoofdstuk aan deze "Belgische dichter" in zijn boek Midnight's Gate (Wu ye shi men).  De dichter Bei Dao beschrijft Droogenbroodt als een 'hedonist' die 'verliefd werd op het pijnlijkste van allemaal: op poëzie'.
In zijn boek I Am The Dewdrop, I Am The Ocean noemde de Indiase dichter en kunstenaar Satish Gupta Droogenbroodt niet alleen de "oprichter van Point Editions", maar noemde hem ook een "mediterrane dichter en taalkundige".
José Luis Ferris verwijst naar Droogenbroodt als de vertaler van de gedichten van Rafael Carcelén.
De dichter en vertaler Germain Droogenbroodt wordt ook genoemd in het boek Mit dem Wort am Leben hängen: Reiner Kunze zum 65. Geburtstag, onder redactie van Marek Zybura.
In het boek Women Between Two Worlds: Portraits, Conversations, Interviews van Gabriele Hefele noemt de auteur Germain Droogenbroodt ten onrechte "een Nederlandse dichter".
Niet alleen omdat hij meertalige poëzievertaler was, maar ook als dichter, is Germain Droogenbroodt een auteur tussen twee (of meer) werelden.
In een boek van de Chinese dichter Hai An staat dat Droogenbroodt verschillende keren China bezocht en de uitwisseling tussen Chinese en westerse poëzie bevorderde.
In het boek Wǒde xīn shìjì shī lù (My New Century Poetry Road) van de dichter Li Kuixian 李魁賢, geboren in 1937 (en in Taiwan getranscribeerd: Lee Kuei-Shien) wordt Droogenbroodt ook genoemd.
Germain Droogenbroodts poëzieboek Counterlight werd in 2007 in het Chinees gepubliceerd in Taipei. De gedichten in het boek zijn vertaald door Bei Dao, Gong Hua (= Karen Kung), Zhao Zhenkai samen met de auteur.
Bei Dao vertaalde ook Droogenbroodts dichtbundel The Road - een knipoog naar het begrip "Tao" - in het Chinees.
Dankzij Ganga Prasad Vimal is The Road book ook beschikbaar in het Engels en Hindi.
Fuad Rifka vertaalde een dichtbundel van Droogenbroodt in het Arabisch, Jana Stroblova en Josef Hruby vertaalde een bundel van zijn poëzie in het Tsjechisch en Milan Richter vertaalde dat in het Slowaaks. 
Als redacteur creëerde Emilio Coco ook een bundel met gedichten van de Belgische auteur - Sorge il cantore: amanence el cantor. Dit deel werd in 2001 in Bari uitgegeven door uitgeverij Levante in de reeks Quaderni della Valle. De teksten van de bundel zijn deels in het Italiaans, deels in het Spaans en in het Nederlands gedrukt.
Bijzonder is een Ierse poëzie-editie van de Belgische auteur. Het is het boek Sruth an Ama. De ondertitel is: Ierse versies door Gabriel Rosenstock van geselecteerde gedichten van Germain Droogenbroodt. Het boek is in 2011 in Dublin als e-book gepubliceerd.

## Prijzen en honneurs
- In 1995 ontving de dichter de Hawthornden Fellowship in Schotland.
- Hij ontving de Buckinx Prize voor zijn boek Conversation with the Hereafter.
- Hij was laureaat op de 29e Premio de Poesia Juan Alcaide in Spanje.
- Hij ontving ook de PEGASUS-PRIJS van de Mongoolse Academie voor Cultuur en Poëzie.
- Een eredoctoraat in Caïro.